# 犬伏まり
犬伏 まり（いぬぶし まり、1984年11月27日 - ）は、日本の女性ファッションモデル。徳島県鳴門市出身。四国大学卒業。2児の母。

## 経歴
2005年のCanCam×Zespri PRESENTS専属オーディションでグランプリを受賞し、『CanCam』の専属モデルとなる。同年、ゼスプリゴールドキウイのCMに出演。2008年、中日韓友好大使国際スーパーモデルコンテストで審査員特別賞を受賞。
2014年、拠点を徳島に移し活動を開始。

## 出演

### ラジオ
- TOKYO AFTER6（2009年10月 - 2012年3月、ニッポン放送 Suono Dolce） - リポーター
- Cafe Dejeuner（2012年4月 - 2014年3月、ニッポン放送 Suono Dolce） - パーソナリティ

### CM
- ゼスプリ ゴールドキウイ（2005年）
- コカ・コーラ ジョージアクロス UK-Style（2012年）

### 雑誌連載
- CanCam（2005年、小学館） - 専属モデル